# Flygbomb

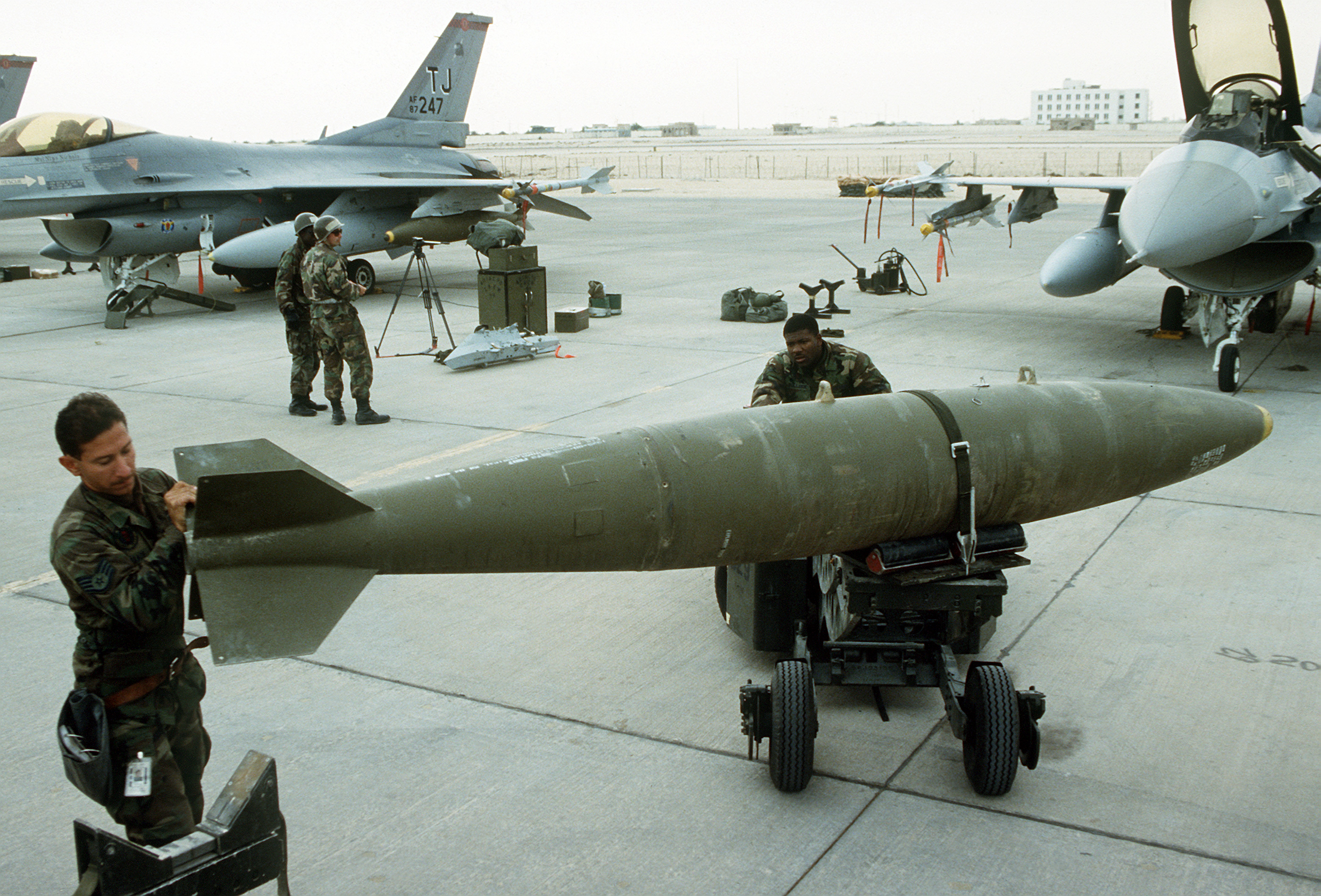
En 2000 pund (907 kg) Mark 84 General Purpose Bomb (minsprängbomb).

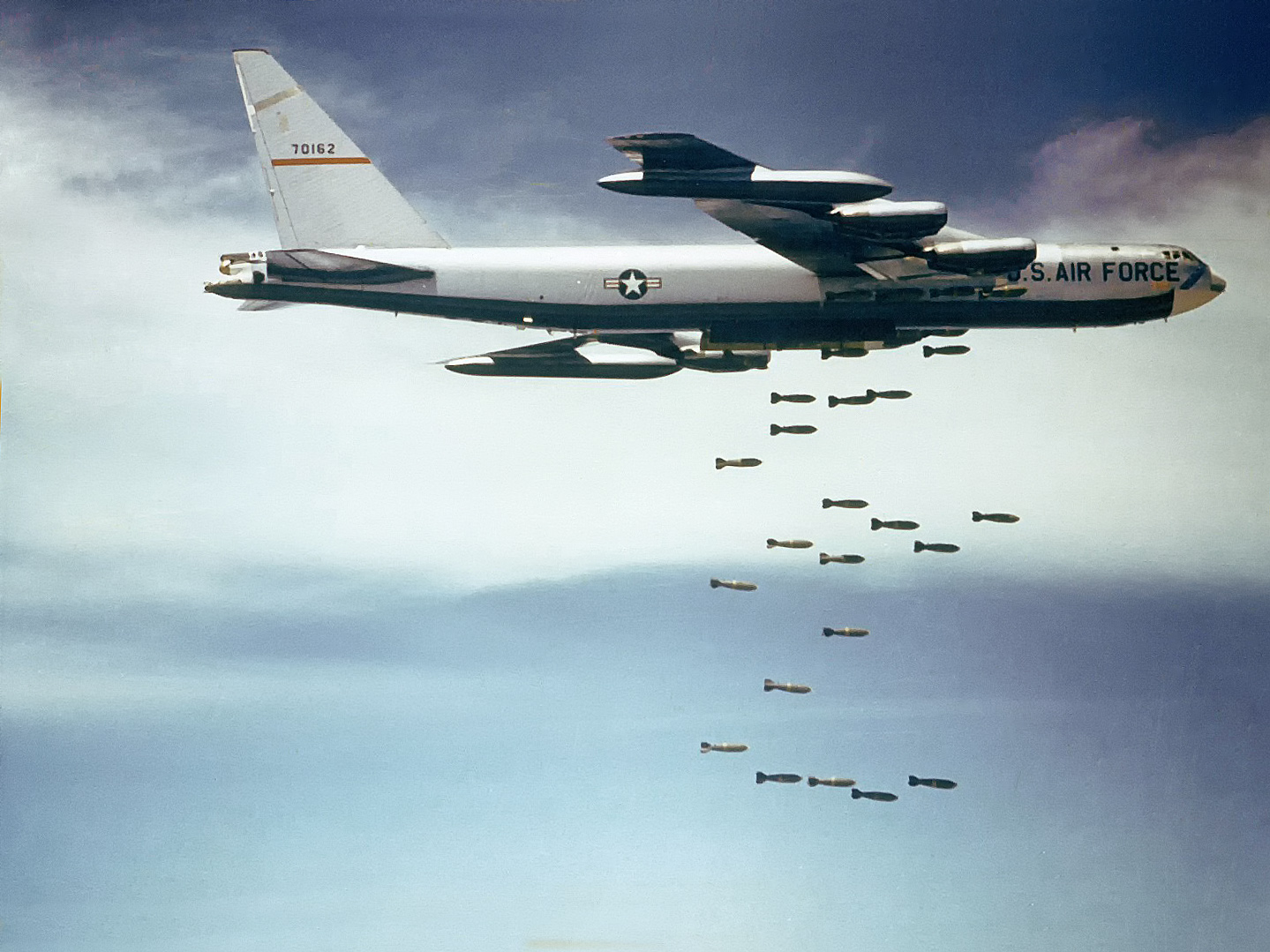
Ett strategiskt tungt bombflygplan modell Boeing B-52 Stratofortress som fäller ett större antal minsprängbomber under Vietnamkriget.

Flygbomb (inom svenska flygvapnet enbart typbenämnd bomb, förkortat b), ibland även fallbomb eller hängbomb, är en projektil som fälls från flygfarkoster, vanligen flygplan, men historiskt även zeppelinare, gyrokoptrar och helikoptrar. Flygbomber har vanligen långsmal form och är traditionellt försedda med någon from av stabiliseringsanordning för att öka träffsäkerheten, vanligen i form av fasta metalfenor på bakplanet. Ombord på flygfarkoster är de traditionellt fast hängda på så kallade bombbalkar, vilka innehåller en mekanism vid namn bomblås som släpper bomben på kommand. Bombbalkar kan vara belägna både externt och internt på flygfarkoster.
Som namnet bomb antyder har flygbomber klassiskt en inre verkansdel försedd med tändmekanism som får dess kropp att explodera vid anslag i marken; detta i syfte att bekämpa militära mark- och sjömål som till exempel infanteri, fordon eller annan materiell. I realiteten finns det dock otaliga typer av flygbomber med diverse olika utformningar och verkan. Vissa flygbomber är inte ens utformade som vapen utan används som hjälpmedel i olika former av militära eller civila aktioner.

## Konstruktion

### Kropp
En flygbomb består vanligen av 4 delar i grunden.
- Spets/noskon – Själva nosen av bomben. Spetsen kan variera i tjocklek för att bekämpa olika mål genom brisad eller genomträngning. Oftast är spetsen den tjockaste delen av bomben då det är denna som tar mest stryk vid nedslag. Om bomben använder spetsrör placeras detta i fronten av spetsen.
- Liv/mittsektion – Liv är namnet för själva cylindern i mitten av kroppen. Livet är ofta mycket tunt (även på pansarbomber) och tjocknar bara till på sprängbomber då man vill ha maximal splitterverkan. Om bomben använder centralrör placeras dessa vanligast horisontellt i livet (mellan livets väggar).
- Stjärtkon/bakkropp – Stjärtkonen är änden av bomben som namnet antyder. Oftast i form av en kon men kan förekomma i avsmalnande form eller cylinderform. Om bomben använder en drivladdning placeras denna i stjärtkonen.
- Vingar/fenor – Vingarna på en bomb är fästa på stjärtkonen. Detta för att stabilisera bomben. I folkmun brukar dessa kallas roder eller fasta roder men denna term är inkorrekt då roder styr någonting medan dessa bara ska stabilisera bomben. Roder existerar dock inom världen av flygbomber men finns då enbart på precisionsstyrda bomber. På vissa bomber har vingarna ett stabiliseringsmedel kallat stjärtring som då består av en cylinder eller stöttor som fästs på vingarna för se till att de inte böjs.

### Tändrör
(Huvudartikel: "Tändrör")
En flygbombs tändrör har tre primära placeringar och därav tre bastyper.
- SR – spetsrör – Spetsrör är den vanligaste typen av tändrör i bomber. Som namnet antyder är de placerade i spetsen av bomben.
- CR – centralrör – Centralrör var den vanligaste typen av tändrör för svenska bomber under andra världskriget. Centralrör placeras centralt i bomben. Antingen horisontellt eller vertikalt.
- BR – bottenrör – Bottenrör används i bomber där stor hållfasthet krävs och tändröret skall "överleva", som till exempel i pansarbomber och liknande. De placeras i botten av bomben, det vill säga i stjärten och har vanligen en tidsfördröjning så genomslag hinner ske.

## Fällningsmetoder

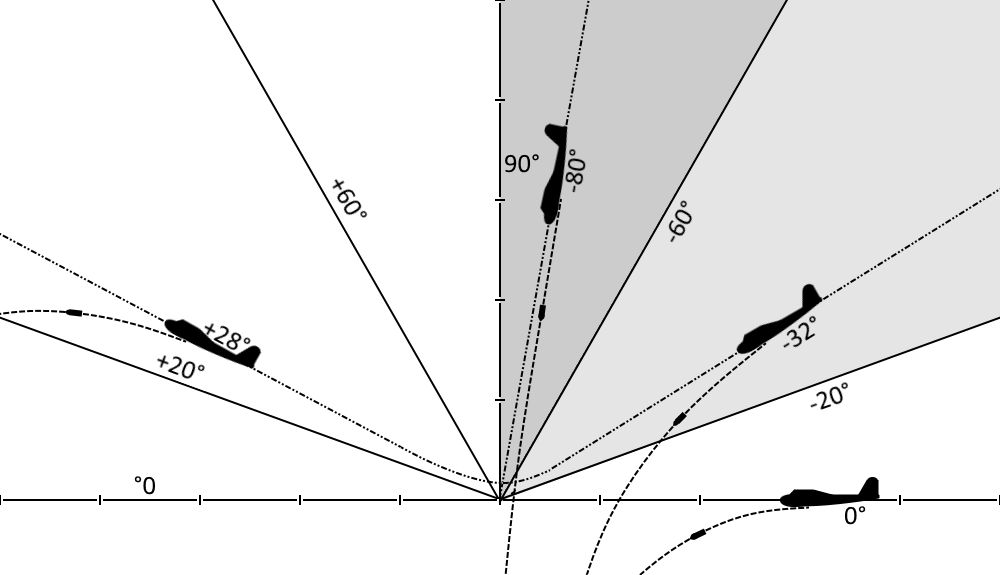
Olika bombfällningsvinklar:
Mörkgrått visar störtbombning.
Ljusgrott visar dykbombning.
Vitt visar planbombning till höger och kastbombning till vänster.

Vid fällning av flygbomber förekommer flera olika typer av bombning, normalt klassade i förhållning till dyk/fällningsvinkel.
Störtbombfällning
Störtbombning är fällning av bomber i störtflykt när planets anfallsvinkel ligger mellan -60° till -90° (lodrätt) från det normala 0° (vågrätt).
Dykbombfällning
Dykbombning är fällning av bomber i dykflykt när planets anfallsvinkel ligger mellan -20° till -60° från det normala 0° (vågrätt).
Planbombfällning
Planbombning är fällning av bomber i planflykt när planets anfallsvinkel ligger mellan -20° till +20° från det normala 0° (vågrätt).
Kastbombfällning
Kastbombning är fällning av bomber i stigflykt när planets anfallsvinkel ligger mellan +20° till över +90° (teoretiskt upp till +180°) från det normala 0° (vågrätt).

## Historia
Den första bomb som släpptes från en luftfarkost uppfanns i Österrike. Den var fylld med brännbara ämnen och lyftes upp av en luftballong. Den användes vid belägringen av Venedig 1849, men utan större framgång.
De första flygbomberna fälldes under Italiensk-turkiska kriget 1911 från italienska flygplan och var egentligen endast modifierade handgranater som slängdes över kanten till den öppna sittbrunnen.
De första bomberna särskilt avsedda att fällas från flygplan tillverkades i Tyskland 1912 och Italien utvecklade sedan de typer av flygbomber vilka användes under första världskriget. Dessa hade avsmalnande nos som lättare skulle kunna penetrera målet och fenor som stabiliserade bomben. Under kriget ägde en mer eller mindre parallell utveckling rum i flera länder, inte minst i Storbritannien och Tyskland. Den mest använda bomben av alla under åren 1914—1918 var den som utvecklades i Frankrike. Det var en vanlig 7,5 cm artillerigranat som försågs med stabiliserande stjärtfenor och en speciell antändningsmekanism.
Under åren före och under andra världskriget började fler bombtyper användas som till exempel minbomber, pansarbomber och lysbomber.

### Flygbombning under andra världskriget

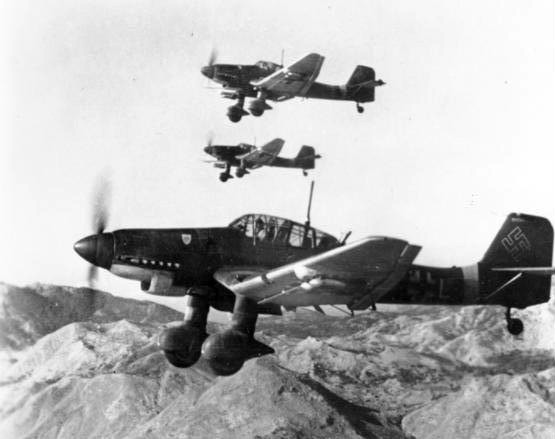
Flygplan Junkers Ju 87D, "Stuka". Här beväpnad med fyra 50 kg SC50 minbomber under vingarna och en 250-500 kg SC250 eller SC500 minbomb på buken. SC betyder Sprengbombe Cylindrisch (cylindrisk sprängbomb). Sprängbomber med cirka 50 % sprängämne kallades minbomber i Tyskland och hade beteckningen SC.

Bomberna placerades i särskilda upphängningsanordningar i bombrum i flygkroppen eller under vingarna. De frigjordes av en utlösningsanordning och kunde fällas antingen en i sänder, i serie eller alla på en gång. Man skiljer mellan "högbombfällning", fällning under planflykt från 1000 meters höjd eller därutöver, "lågbombfällning", fällning under planflykt från låg höjd (50–300 m), "dykbombfällning" eller så kallad "störtbombfällning", fällning under dykning i 30°-70° dykvinkel. Bekant störtbombflygplan är bland annat tyskarnas Stuka från första skedet av kriget.
Under resten av kriget kom strategisk bombning visa sig vara det som skulle leda till de allierades seger. Båda USA och Storbritannien utvecklade mycket tidigt under 1940-talet tunga bombplan för strategisk bombning. Dessa kom under kriget att strategiskt bombardera tyska fabriker för krigsmateriel vilket ledde till att en stor del tyska vapen och fordon inte kunde levereras till den tyska krigsmakten. Mot slutet av kriget kunde Tyskland inte producera någonting ovan mark.
Förutom nya och förfinade taktiker med bomber ledde även andra världskriget till bombernas renässans. Bombkapslar, glidbomber, precisionsstyrda bomber och atombomber uppfanns alla under denna period. Dessa bomber kom att definiera en stor del av krigföring under resten av 1900-talet fram till modern tid.

## Typer av bomber
Det har utvecklats tiotals om inte hundratals olika typer av bomber för flera olika uppgifter genom åren sedan flygbombens uppkomst. Dessa kan förslagsvis delas upp i olika kategorier efter grundläggande användningsområde.

### Bomber mot mjuka mål

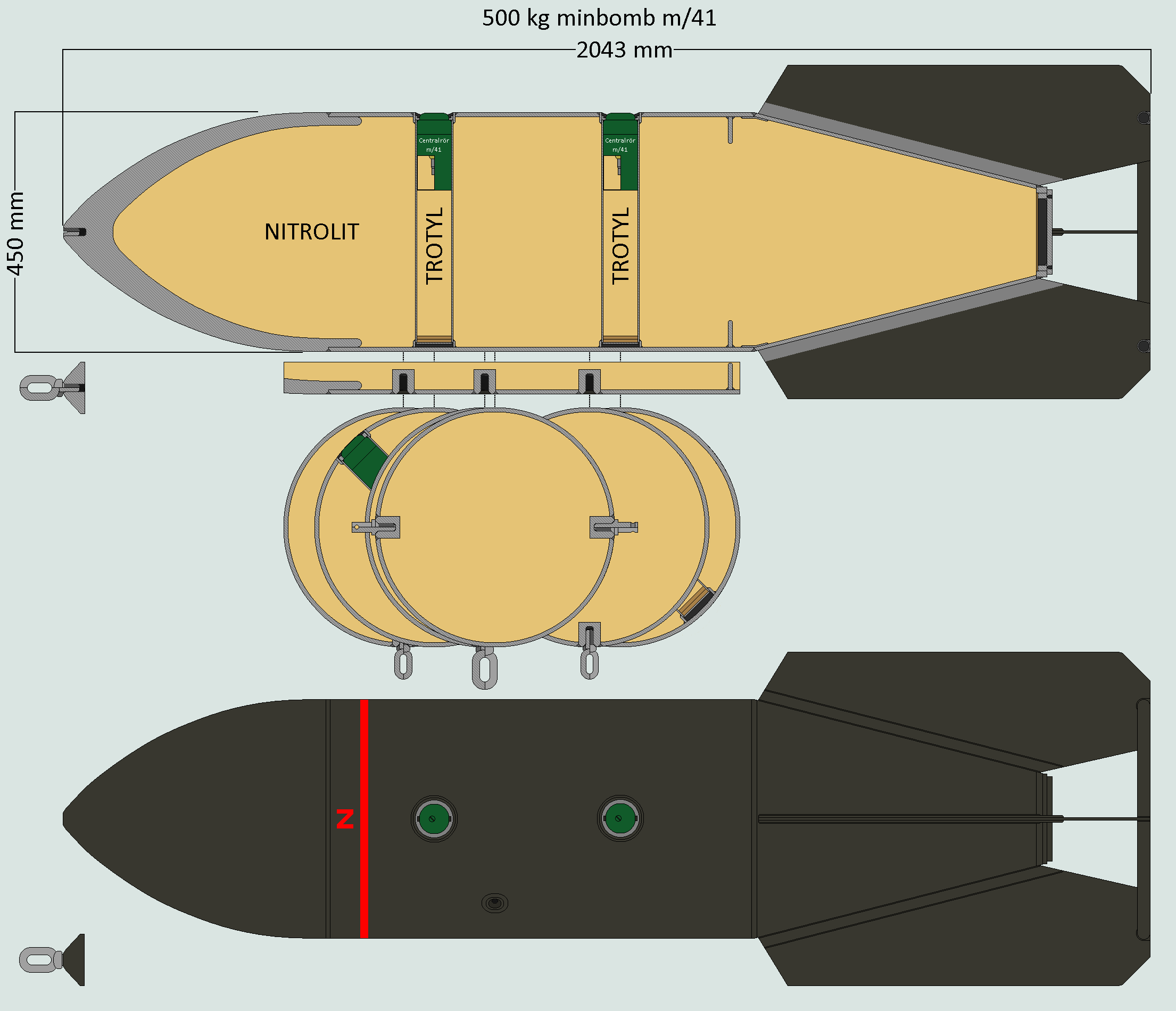
Ritning över en 500 kg minbomb m/41.

- Minbomb

En minbomb (svensk förkortning: mb, NATO-förkortning: DB = Demolition Bomb)  är en explosiv bomb som är optimerad för maximal tryckverkan, det vill säga att tryckvågen av explosionen gör det mesta av skadan. Minbomben utnyttjas därför främst där man vill åstadkomma tryckverkan genom kontaktverkan. Den ger även splitterverkan, där splittrens vikt är mellan 1 och 50 g (enstaka splitter kan väga 500 g eller mer) och utkastningshastigheten är cirka 1 500 m/s. Minbomber har ett tunt hölje som är tjockare på nosen av bomben. Sprängämnesmassan utgör ungefär 50 % av bombens totala vikt vilket gör att minbomber ofta har större volym än andra explosiva bombtyper. Minbomber är standardtypen av flygbomber runt om i världen och därmed den vanligaste. De kan användas till många uppgifter. Med olika tändrör kan de kan användas mot i princip alla markmål.
- Sprängbomb eller splitterbomb

En sprängbomb (NATO-förkortning: FB = Fragmentation Bomb) är en explosiv bomb som är optimerad för maximal splitterverkan, det vill säga en splitterbomb där splittret från bombens hölje ska göra det mesta av skadan. Dessa är avsedda mot mjuka mål, som till exempel trupp, fordon, flygplan, etc. som inte skyddas av pansar, befästning eller liknande. Sprängbomber har ett tjockt hölje för att skapa mycket splitter. Sprängämnesmassan utgör 10–20 % av bombens totala vikt vilket gör att sprängbomber ofta har mindre volym än andra explosiva bombtyper. Sprängbomber är relativt vanliga runt om i världen. De kan användas till många uppgifter men används primärt mot mjuka mål på grund av den låga sprängmassan. De använder primärt zonrör för att maximera splitterverkan men tidigare har anslagsrör och avståndsanslagsrör varit de primära tändrören.
- Minsprängbomb

En minsprängbomb (svensk förkortning: msb, NATO-förkortning: GP = General Purpose) är en kombination av spräng- och minbomb menad att kunna bekämpa alla typer av markmål. Minsprängbomber har ett mellantjockt hölje för att orsaka splitter men samtidigt inte hålla igen explosionen. Sprängämnesmassan utgör cirka 30 % av bombens totala vikt. Minsprängbomber har varit väldigt vanliga runt om i världen då många länder inte skiljer på minsprängbomber och minbomber, därav att båda delar namnet General Purpose inom NATO.
- Sjunkbomb

En sjunkbomb (NATO-förkortning: DC = Depth Charge) är en explosiv bomb som används mot ubåtar. Sjunkbomber har ett tunt hölje med mycket sprängämne. De använder till skillnad från konventionella flygbomber inte ett konventionellt tändrör utan använder en mekanism baserad på tryck. Sjunkbomber fälls i vattnet och sjunker sedan till det djupet som man tror ubåten är på. Trycket utlöser då tändröret och bomben exploderar. Den stora explosiva massan skapar en chockvåg, vilket om nära nog kommer skada ubåten och skapa läckor.
- FAE-bomb

En FAE-bomb (från engelska fuel-air explosive), även kallad termobarisk bomb, aerosolbomb eller bomb med FAE-laddning, är en flygbomb med en specifik sprängladdning där ett bränsle fördelas som en aerosol i luften, antänds och reagerar med luftens syre. Den använder alltså luftens syre för att oxidera bränslet och skiljer sig på så sätt från konventionella sprängämnen som innehåller oxidatorer. Detta ger en kraftig tryckvåg men inget eller mycket lite splitter och FAE-bomber har därför ett högre energiinnehåll per massenhet än vanliga bomber. FAE-bomber innehåller normalt två sprängladdningar, först en liten som fördelar bränslet i luften, och sedan en som antänder bränslet. Vissa nyare modeller har endast en laddning och i stället en kraftigare behållare för bränslet, som fördröjer spridningen tills bränslet har börjat antändas. FAE-bomber är framför allt effektiva i anslutning till slutna utrymmen.
- Gasbomb

En gasbomb är ett kemiskt vapen avsedd att sprida ut kemiska ämnen i gasform. Detta görs genom en brisad eller öppning av ventiler efter utlösning av tändröret. I dagsläget är gasbomber förbjudna enligt konventionen om förbud mot kemiska vapen. Avlövningsmedel och liknande är dock inte förbjudna, även om de är giftiga, så länge det huvudsakliga syftet inte är att döda eller allvarligt skada människor.

### Bomber mot hårda mål
- Pansarbomb

En pansarbomb (internationell förkortning: AP = Armour Piercing) är en explosiv bomb med mycket kraftigt hölje och liten sprängladdning för primär användning mot marina mål, exempelvis pansrade örlogsfartyg. Bomben är avsedd att detonera efter att ha slagit igenom skeppets däck eller citadell. Sprängämnesmassan utgör 10-15% av bombens totala vikt.
Som nämnt används pansarbomber mot fartyg men har på senare år fått rollen som bunkerförstörare då moderna fartyg har så lite pansar att det inte behövs en pansargenomträngande spets för att penetrera. Förutom detta har de modernaste fartygen även ofta försvarsmekanismer som kan skjuta ner bomberna eller själva flygplanet vilket gör att vapen som sjömålsrobotar är mer effektiva i rollen då de kan flyga under radarlinjen och avfyras utanför skeppens försvarsradie. I modern tid finns det även pansarbomber med riktad sprängverkan mot stridsvagnar. Dessa använder precisionsstyrningssystem för att träffa stridsvagnarna.
- Halvpansarbomb

En halvpansarbomb (internationell förkortning: SAP = Semi-Armour Piercing) är en pansarbomb med mindre genomslag och större sprängverkan.
Tekniskt sett är halvpansarbomber lika minsprängbomber då de har ett mellantjockt hölje och sprängämnesmassan utgör ca 30 % av bombens totala vikt. Skillnaden ligger i konstruktionen och tändröret då en minsprängbomb ska explodera och skapa splitter vid träff medan en halvpansarbomb ska penetrera pansar eller annat hårt materiel och sedan genom en fördröjning explodera.
En halvpansarbombs mål är lika målen av en pansarbomb men betonar sprängverkan över genomslag.
- Betongbrytande bomb

En betongbrytande bomb är en typ av pansarbomb som är specialiserad på att bryta betong.
Höljet är tjockt och ca 5-30 % av vikten utgörs av sprängämnesmassa.
Betongbrytande bomber har använts sedan andra världskriget och de började som förstorade pansarbomber på flera ton med mycket hårt hölje.
- Raketbomb

En raketbomb är en flygbomb (oftast en min- eller pansarbomb) som har en drivladdning eller raketmotor längst bak för att öka hastigheten på bomben efter fällning. Detta för att öka genomslaget på bomben.
- Penetrerande bomb

En penetrerande bomb är menad att bekämpa mål djupt under marken. Detta görs genom en tvåstegsladdning med riktad sprängverkan. Vid anslag utlöses den riktade sprängladdningen, omedelbart följd av granat med huvudladdning.
Penetrerande bomber brukar ha en totalvikt mellan 50 och 350 kg, varav cirka 20–50 procent utgörs av sprängämnesmassa.
- Djuppenetrerande bomb

En djuppenetrerande bomb är lik den ursprungliga penetrerande bomben men är konstruerad för att kunna penetrera mycket mycket hårda mål eller mål som befinner sig mycket djupt under marken. De är möjligt eftersom djuppenetrerande bomber är uppskalade penetrerande bomber på flera ton med mycket kraftig riktad sprängverkan och ibland även drivladdningar som en raketbomb.
Djuppenetrerande bomber har mycket ofta precisionsstyrningssystem för att enkelt kunna träffa målet där den har störst chans att tränga igenom. Förutom riktad sprängverkan har vissa bomber även en pansarbrytande kärna gjord i utarmat uran.
Djuppenetrerande bomber började utvecklas under Kuwaitkriget av amerikanerna och britterna för att bekämpa de moderna hårt skyddade och djupt begravna bunkrarna. Utvecklingen var mycket lyckad och de är numera en del av standardarsenalen för ett modernt flygvapen.
- Banpenetrerande bomb

En banpenetrerande bomb är lik en penetrerande bomb men avsedd för bekämpning av flygbaser, mer specifikt en flygbas infrastruktur som rullbanor och taxibanor. I likhet med penetrerande bomber använder de sig av en drivladdning för att penetrera bansystemets hårdgjorda beläggning för att sedan explodera under den. När bomben exploderar knäcker och häver den upp bansystemets beläggning underifrån och skapar på så sätt en bula istället för en krater, vilket är en skadeverkan som är svårare att reparera än en krater som orsakas av en vanlig min- eller sprängbomb.
En annan skillnad mellan en banpenetrerande bomb och en penetrerande bomb är att banpenetrerande bomber är mindre, har en lättare sprängladdning och är avsedda specifikt för bekämpning av flygbaser, medan penetrerande och djuppenetrerande bomber har ett bredare taktiskt användningsområde.
- Betongbomb

En betongbomb är en icke explosiv bomb som är lik en pansarbomb och används mot byggnader.
I en betongbomb är sprängmedlet ersatt av betong eller annat fast material med hög densitet.
Betongbomber använder kinetisk energi för att slå ut målet vilket gör att skador på annat än målet kan hållas nere.

### Bomber för massförstörelse
- Atombomb

En atombomb är ett kärnvapen i flygbombsform. Atombomber har en mycket stor riskzon jämfört med explosiva bomber i samma viktklass och används enbart mot väldigt specifika mål som städer och större militära mål. För bruk mot strategiska mål som städer kallas de strategiska kärnvapen och väger från ca 500 kg upp till över 18 ton. För bruk mot taktiska mål som militära trupper kallas de taktiska kärnvapen och väger ofta under 250 kg. På grund av deras extremt stora riskzon behöver man släppa dem från hög höjd för att inte skada flygplanet som bär bomben och potentiella eskortplan.
Historiskt var atombomber till en början mycket stora då deras verkan inte var tillräcklig vid mindre storlekar. När man började använda ballistiska robotar försedda med kärnvapenspetsar behövde man inte längre använde flygbomber som attackmetod för de absolut största kärnvapnen och atombomberna gick ner i storlek och vikt. I dagsläget är de flesta i samma viktklass som vanliga standard bomber. De använder även ofta precisionsstyrningssystem.
Atombomber har inte använts i krig sedan andra världskriget men detta beror inte på att de skulle vara föråldrade eller förbjudna inom krigföring. Det beror på att de anses av många vara tabu och rent av för grova då de förstör området de träffar med radioaktivt avfall vilket gör att området blir obeboeligt i många år framåt, samt på g.
- Brandbomb

En brandbomb är fyllt med brandämne för att skapa kraftiga bränder. Brandämnet är vanligen fosfor, napalm eller termit men kan även vara brännbar vätska, exempelvis bensin. Vissa brandbomber innehåller dessutom ett sprängämne. Vid anslag behöver brandämnet spridas över ett så stort område som möjligt men samtidigt ha kontakt med tändröret. Brandbomber har därför vanligast ett tunt hölje och centralrör.
De utvecklar en intensiv hetta — upp till 3 000° — vid nedslaget. De vanligaste typerna är termit-, fosfor- och oljebrandbomber.
Förstöringen av städer och samhällen vid luftanfall under andra världskriget åstadkoms till cirka 75 % av brandbomber.
- Multipelbomb

En multipelbomb, även kallad bombkapsel i det svenska flygvapnet (svensk förkortning: BK, internationell förkortning: CBU = Cluster Bomb Unit), är en luftburen kapsel som innehåller ett större antal mindre bomber eller granater kallade substridsdelar. Bombkapslar används primärt för att kunna fälla stora antal mindre bomber över ett stort område med enbart ett bomblås.
Multipelbomber har ett tunt hölje för själva kapseln. Majoriteten av vikten utgörs av substridsdelarna. Ett zonrör eller annan teknik får kapseln att falla sönder eller skjuta ut substridsdelarna på en viss höjd för att sprida ut dem över ett större område. Substridsdelarna kan vara allt från splittergranater, pansarspränggranater och brandgranater till minor eller gasgranater.
Denna typ av bomb tillhör kategorin klusterammunition och kallas ofta klusterbomb i folkmun efter engelskans "Cluster bomb". Multipelbomber är numera förbjudna enligt Konventionen om klusterammunition.

### Bomber för understöd
- Rökbomb

En rökbomb är en icke explosiv bomb som gör ett stort rökmoln vid nedslag. Detta görs för att skydda och täcka allierade marktrupper och för att förvirra och förblinda fientliga trupper.
- Lysbomb

En lysbomb är en icke explosiv bomb som är avsedd att lysa upp stridsfältet under mörker.
En lysbomb är försedd med en lyssats, zonrör och en utfällbar fallskärm.
Efter fällning antänder zonröret lyssatsen på en viss höjd (cirka 300 meter) och vecklar ut fallskärmen. Bomben börjar då att lysa högt uppe i luften och stannar där så länge som fallskärmen tillåter.

### Bomber som hjälpmedel
- Övningsbomb

En övningsbomb är en icke explosiv bomb som enbart är till för bombfällningsövningar.
Övningsbomber är ofta gjorda av betong eller lättmetall för att vara lätta och billiga att reparera eller ersätta då de ofta går sönder efter återanvändning.
Övningsbomber brukar även ha en rökladdning baktill som gör att man kan se vart bomben landade vilket hjälper med återhämtning.
- Fotobomb

En fotobomb är lik en lysbomb men fungerar mer som en fotoblixt. De används för att möjliggöra höghöjdsfotografering under mörker.
Ett zonrör eller ett mekaniskt tidrör utlöser bomben efter en förinställd falltid. Utlösningen antänder en stor lyssats som skapar en "fotoblixt". Denna fotoblixt kan komma upp i flera miljarder candela. Under denna korta tid tar flygplanet en bild med en kamera av de området som ska fotas.
- Matbomb

En så kallad "matbomb" är en fallskärmsförsedd behållare som fälls över civilbefolkning eller allierade trupper för att förse dem med mat, verktyg, sjukvårdsmedel eller annan proviant. Detta görs under svåra förhållanden när det inte går att skicka ovannämnda eller andra resurser genom marktransport effektivt eller snabbt nog.
Denna bombtyp används även i fredstid som till exempel våren 1942 då flera gårdar i Skåne var insnöade vilket ledde till att befolkningen där inte kunde få tag på mat. Då använde man 18 stycken av F 6s B 5B från 2:a och 3:e divisionen den 20 mars 1942 för att fälla matbomber över dessa gårdar.

## Typer av styranordningar och termer
- Paraplystyrning

Paraplystyrning är en sorts fallskärm i formen av en kjol som fungerar som en stabilisator för bomben så tändröret träffar marken. Typen är idag föråldrad.
- Dumbomb/fallbomb

En dumbomb eller dum bomb, även kallad fallbomb, etc, är en vanlig frifallande flygbomb med fast monterade vingar (även kallade roder, etc) som inte kan styras efter fällning. Det finns två primära typer av vingar på dumbomber: snedställda vingar och rakställda vingar. Snedställda vingar används för att få bomben att rotera längst sin längdaxel för stabilitet.
- Glidbomb

En glidbomb, eller en bomb med glidbombanordning, kan flyga en kortare sträcka efter fällning vilket gör att man kan fälla dessa bomber på längre avstånd från målet. Detta är möjligt genom att glidbomben har vingar (inte att förväxlas med fenorna på en vanlig flygbomb) som ger bomben lyftkraft. Genom att fälla dessa bomber horisontellt i hög hastighet överförs planets hastighet till glidbomben som då genom ren energi börjar glida framåt mot målet i en mindre dykning.
- Precisionsstyrd bomb

En precisionsstyrd bomb, även kallad guidad bomb, fjärrstyrd bomb och smart bomb i folkmun, är en bomb som har roder och kan styras efter att den har fällts. Från början gjordes detta med radiostyrning men i modern tid görs detta genom GNSS eller laserstyrning.
Många moderna precisionsstyrda bomber är konventionella dum bomber som är modifierade med precisionsstyrningssystem. Ett bra exempel är systemet Paveway där man monterar styrsystem och roder på en konventionell nato bomb för att göra den till en precisionsstyrd bomb.
- Målsökande bomb

En målsökande bomb är lik en precisionsstyrd bomb men letar efter mål helt själv och inte efter ett förutbestämt mål. Detta görs genom en infraröd kamera eller radar.

## Tabeller över svenska flygbomber
| Viktklass: 50 kg          | Viktklass: 50 kg | Viktklass: 50 kg                     | Viktklass: 50 kg  | Viktklass: 50 kg                                                                            |
| Beteckning                | Laddning         | Exakt vikt                           | Styrning          | Anmärkning                                                                                  |
| ------------------------- | ---------------- | ------------------------------------ | ----------------- | ------------------------------------------------------------------------------------------- |
| 50 kg minbomb modell 192? | -                | -                                    | Snedställda fenor | Minbomb av tysk modell som användes på Fiat B 1 och B 2. Utformad som en lång vattendroppe. |
| 50 kg minbomb m/32        | Trotyl           | -                                    | Snedställda fenor | En av Sveriges tidigaste standardiserade bomber. Konstruktion av finska Tolfvan.            |
| 50 kg minbomb m/37AT      | 26 kg trotyl     | 58 kg utan tändrör 59 kg med tändrör | Snedställda fenor | 50 kg minbomb m/37A med laddning av trotyl. Tändrör: Centralrör m/37 eller m/40.            |
| 50 kg minbomb m/37AN      | 20 kg nitrolit   | 58 kg utan tändrör 53 kg med tändrör | Snedställda fenor | 50 kg minbomb m/37A med laddning av nitrolit. Tändrör: Centralrör m/37 eller m/40.          |

| Viktklass: 100 kg          | Viktklass: 100 kg | Viktklass: 100 kg | Viktklass: 100 kg | Viktklass: 100 kg                                                                |
| Beteckning                 | Laddning          | Exakt vikt        | Styrning          | Anmärkning                                                                       |
| -------------------------- | ----------------- | ----------------- | ----------------- | -------------------------------------------------------------------------------- |
| 100 kg minbomb modell 192? | -                 | -                 | Snedställda fenor | Minbomb av tysk modell. Utformad som en lång vattendroppe.                       |
| 100 kg minbomb m/32        | Trotyl            | -                 | Snedställda fenor | En av Sveriges tidigaste standardiserade bomber. Konstruktion av finska Tolfvan. |

| Viktklass: 250 kg     | Viktklass: 250 kg | Viktklass: 250 kg                        | Viktklass: 250 kg | Viktklass: 250 kg |
| Beteckning            | Laddning          | Exakt vikt                               | Styrning          | Anmärkning |
| --------------------- | ----------------- | ---------------------------------------- | ----------------- | --- |
| 250 kg minbomb m/37BT | 128,5 kg trotyl   | 251 kg utan tändrör 252 kg med tändrör   | Snedställda fenor | 250 kg minbomb m/37B med laddning av trotyl. Tändrör: Centralrör m/40 eller m/41.                                                                          |
| 250 kg minbomb m/37BN | 102,5 kg nitrolit | 225 kg utan tädnrör 226 kg med tändrör   | Snedställda fenor | 250 kg minbomb m/37B med laddning av nitrolit. Tändrör: Centralrör m/40 eller m/41.                                                                        |
| 250 kg minbomb m/40   | 105 kg nitrolit   | 228,5 kg utan tämdrör 230 kg med tändrör | Rakställda fenor  | Uppdaterad 250 kg minbomb m/37B: rakställda vingar och motvikt för öglefäste togs bort.                                                                    |
| 250 kg minbomb m/50   | 140 kg hexotonal  | 270 kg utan tändrör 272 kg med tändrör   | Rakställda fenor  | Uppdaterad 250 kg minbomb m/40: laddning av hexatonal och spetsrörskapacitet. Tändrör: spetsrör m/50 eller centralrör m/40 (alt 41), alternativt bådadera. |

| Viktklass: 300 kg          | Viktklass: 300 kg | Viktklass: 300 kg | Viktklass: 300 kg | Viktklass: 300 kg       |
| Beteckning                 | Laddning          | Exakt vikt        | Styrning          | Anmärkning              |
| -------------------------- | ----------------- | ----------------- | ----------------- | ----------------------- |
| 300 kg minbomb modell 192? | -                 | -                 | Snedställda fenor | Minbomb av tysk modell. |

| Viktklass: 500 kg          | Viktklass: 500 kg | Viktklass: 500 kg                      | Viktklass: 500 kg | Viktklass: 500 kg                                                          |
| Beteckning                 | Laddning          | Exakt vikt                             | Styrning          | Anmärkning                                                                 |
| -------------------------- | ----------------- | -------------------------------------- | ----------------- | -------------------------------------------------------------------------- |
| 500 kg minbomb m/41        | 225 kg nitrolit   | 510 kg utan tändrör 513 kg med tändrör | Rakställda fenor  | 500 kilos minbomb med två centralrör. Tändrör: centralrör m/40 eller m/41. |
| 500 kg minbomb m/56 "Lyra" | -                 | -                                      | Rakställda fenor  | En brittisk "General purpose" bomb på 1 000 lb.                            |

| Viktklass: 600 kg              | Viktklass: 600 kg | Viktklass: 600 kg                      | Viktklass: 600 kg | Viktklass: 600 kg |
| Beteckning                     | Laddning          | Exakt vikt                             | Styrning          | Anmärkning |
| ------------------------------ | ----------------- | -------------------------------------- | ----------------- | --- |
| 600 kg minbomb m/50 "Herkules" | 300 kg hexotonal  | 610 kg utan tändrör 614 kg med tändrör | Rakställda fenor  | Uppdaterad 500 kg minbomb m/41: laddning av hexatonal och spetsrörskapacitet. Tändrör: spetsrör m/50 eller två centralrör m/40 (alt 41), alternativt bådadera. |

| Viktklass: 1000 kg   | Viktklass: 1000 kg | Viktklass: 1000 kg | Viktklass: 1000 kg | Viktklass: 1000 kg                |
| Beteckning           | Laddning           | Exakt vikt         | Styrning           | Anmärkning                        |
| -------------------- | ------------------ | ------------------ | ------------------ | --------------------------------- |
| 1000 kg minbomb m/47 | -                  | -                  | -                  | Planerad bomb för flygplan T 18B. |

| Viktklass: 1 kg                  | Viktklass: 1 kg | Viktklass: 1 kg | Viktklass: 1 kg | Viktklass: 1 kg |
| Beteckning                       | Laddning        | Exakt vikt      | Styrning        | Anmärkning |
| -------------------------------- | --------------- | --------------- | --------------- | --- |
| Handgranat typ Aasen modell 1913 | -               | ca 1 kg         | Paraplystyrning | Handgranat konstruerad av norrmannen Nils Waltersen Aasen. Tillverkades i Danmark mellan ca 1913 och 1916. Ett parti köpt 1913 från Danmark och i Sverige försedd med paraplystyrning och nedslagständrör. |

| Viktklass: 12 kg       | Viktklass: 12 kg | Viktklass: 12 kg | Viktklass: 12 kg  | Viktklass: 12 kg                                                                     |
| Beteckning             | Laddning         | Exakt vikt       | Styrning          | Anmärkning                                                                           |
| ---------------------- | ---------------- | ---------------- | ----------------- | ------------------------------------------------------------------------------------ |
| 12 kg sprängbomb m/32  | Trotyl           | -                | Snedställda fenor | En av Sveriges tidigaste standardiserade bomber. Konstruktion av finska Tolfvan.     |
| 12 kg sprängbomb m/37  | Trotyl           | -                | Snedställda fenor | Vidareutvecklad 12 kg sprängbomb m/32. Användes bland annat i 50 kg bombkapsel m/43. |
| 12 kg sprängbomb m/39  | Trotyl           | -                | -                 | Vidareutvecklad 12 kg sprängbomb m/37.                                               |
| 12 kg sprängbomb m/39G | Trotyl           | -                | -                 | Vidareutvecklad 12 kg sprängbomb m/37. Användes bland annat i 50 kg bombkapsel m/43. |

| Viktklass: 50 kg      | Viktklass: 50 kg | Viktklass: 50 kg | Viktklass: 50 kg | Viktklass: 50 kg |
| Beteckning            | Laddning         | Exakt vikt       | Styrning         | Anmärkning |
| --------------------- | ---------------- | ---------------- | ---------------- | --- |
| 50 kg sprängbomb m/42 | -                | -                | Rakställda fenor | Ersättare för 12 kg sprängbomb m/37 och m/39G. 12 kilos-bomberna hade inte den verkan som behövdes och därför anskaffade man en kraftigare bomb. |
| 50 kg sprängbomb m/47 | -                | -                | Rakställda fenor | Uppdaterad 50 kg sprängbomb m/42: försedd med sprötrör.                                                                                          |

| Viktklass: 120 kg              | Viktklass: 120 kg              | Viktklass: 120 kg | Viktklass: 120 kg | Viktklass: 120 kg                                                      |
| Beteckning                     | Laddning                       | Exakt vikt        | Styrning          | Anmärkning                                                             |
| ------------------------------ | ------------------------------ | ----------------- | ----------------- | ---------------------------------------------------------------------- |
| 120 kg sprängbomb m/61         | 30 kg hexotonal                | 120 kg            | Rakställda fenor  | Sprängbomb utvecklad för A 32A Lansen. Kunde förses med bombfallskärm. |
| 120 kg sprängbomb m/71 "Virgo" | 30 kg hexotol + 0,07 kg tetryl | 120 kg            | Rakställda fenor  | Uppdaterad 120 kg sprängbomb m/61 för AJ 37 Viggen: NATO-upphängning.  |

| Viktklass: 130 kg | Viktklass: 130 kg | Viktklass: 130 kg       | Viktklass: 130 kg  | Viktklass: 130 kg |
| Beteckning        | Laddning          | Exakt vikt              | Styrning           | Anmärkning |
| ----------------- | ----------------- | ----------------------- | ------------------ | --- |
| Bomb GBU-39       | -                 | ca 285 pund (ca 129 kg) | Precisionsstyrning | GPS-styrd högprecisionsbomb utformad efter kulsprängverkan med glidbombanordning av Amerikansk konstruktion. GBU = Guided Bomb Unit. |

| Viktklass: 277 kg | Viktklass: 277 kg       | Viktklass: 277 kg | Viktklass: 277 kg  | Viktklass: 277 kg |
| Beteckning        | Laddning                | Exakt vikt        | Styrning           | Anmärkning |
| ----------------- | ----------------------- | ----------------- | ------------------ | --- |
| Bomb GBU12D/B     | 87 kg minsprängladdning | 277 kg            | Precisionsstyrning | GPS-styrd högprecisionsbomb utformad efter minsprängverkan av Amerikansk konstruktion. GBU = Guided Bomb Unit. Bombkroppen består av en 500 pund Mark 82 General Purpose Bomb. |
| Bomb GBU49        | 87 kg minsprängladdning | 277 kg            | Precisionsstyrning | GPS-styrd högprecisionsbomb utformad efter minsprängverkan av Amerikansk konstruktion. GBU = Guided Bomb Unit. Bombkroppen består av en 500 pund Mark 82 General Purpose Bomb. |

| Viktklass: 350 kg       | Viktklass: 350 kg | Viktklass: 350 kg | Viktklass: 350 kg | Viktklass: 350 kg                                                                                         |
| Beteckning              | Laddning          | Exakt vikt        | Styrning          | Anmärkning                                                                                                |
| ----------------------- | ----------------- | ----------------- | ----------------- | --- |
| 350 kg pansarbomb fm/40 | Trotyl            | -                 | Rakställda fenor  | Försöksbomb av Boforsdesign. Vikten visade sig vara för klen varefter man skalade upp bomben till 500 kg. |

| Viktklass: 500 kg      | Viktklass: 500 kg | Viktklass: 500 kg | Viktklass: 500 kg | Viktklass: 500 kg                                                                                             |
| Beteckning             | Laddning          | Exakt vikt        | Styrning          | Anmärkning |
| ---------------------- | ----------------- | ----------------- | ----------------- | --- |
| 500 kg pansarbomb m/42 | Trotyl            | -                 | Rakställda fenor  | Sveriges första pansarbomb att se tjänst. Av någon anledning producerades den inte i mer än ett par exemplar. |

| Viktklass: 6 kg     | Viktklass: 6 kg | Viktklass: 6 kg | Viktklass: 6 kg   | Viktklass: 6 kg                          |
| Beteckning          | Laddning        | Exakt vikt      | Styrning          | Anmärkning                               |
| ------------------- | --------------- | --------------- | ----------------- | ---------------------------------------- |
| 6 kg brandbomb m/39 | -               | Termit          | Snedställda fenor | Sveriges första brandbomb att se tjänst. |

| Viktklass: 50 kg     | Viktklass: 50 kg | Viktklass: 50 kg | Viktklass: 50 kg | Viktklass: 50 kg |
| Beteckning           | Laddning         | Exakt vikt       | Styrning         | Anmärkning |
| -------------------- | ---------------- | ---------------- | ---------------- | --- |
| 50 kg brandbomb m/42 | -                | -                | Rakställda fenor | Ersättare för 6 kg brandbomb m/39. 6 kilos-bomben hade inte den verkan som behövdes och därför anskaffade man en kraftigare bomb. |

| Viktklass: 200 kg     | Viktklass: 200 kg | Viktklass: 200 kg | Viktklass: 200 kg | Viktklass: 200 kg             |
| Beteckning            | Laddning          | Exakt vikt        | Styrning          | Anmärkning                    |
| --------------------- | ----------------- | ----------------- | ----------------- | ----------------------------- |
| 200 kg brandbomb m/51 | -                 | -                 | Rakställda fenor  | Försöksbomb för A 29B Tunnan. |

| Viktklass: 500 kg             | Viktklass: 500 kg | Viktklass: 500 kg | Viktklass: 500 kg | Viktklass: 500 kg                                        |
| Beteckning                    | Laddning          | Exakt vikt        | Styrning          | Anmärkning                                               |
| ----------------------------- | ----------------- | ----------------- | ----------------- | -------------------------------------------------------- |
| 500 kg brandbomb m/58 "Norma" | Napalm            | -                 | Rakställda fenor  | Sveriges första riktiga napalmbomb. Tändrör: centralrör. |

| Enkelbomber            | Enkelbomber | Enkelbomber | Enkelbomber | Enkelbomber |
| Beteckning             | Laddning    | Exakt vikt  | Styrning    | Anmärkning |
| ---------------------- | ----------- | ----------- | ----------- | --- |
| Pilbomb modell 1913/14 | Ingen       | ca 50 gram  | Ingen       | Pilbomb modell 1913 var en 140 mm lång, 20 mm bred, flechette utan styrorgan. Denna skulle släppas i massor över skyttegravar och kunde penetrera båda hjälm och kranium vid träff i huvud på en soldat. Försvann ur register 1915. |
| 2 kg sprängbomb m/40   | Trotyl      | 2 kg        | Inga        | Tidig typ av multipelvapen. Dessa puckformade minibomber skulle släppas i mängder från rör i bombflygplan som till exempel B 3. |

| Substridsdelar                              | Substridsdelar                                  | Substridsdelar | Substridsdelar                        | Substridsdelar                                                                                     |
| Beteckning                                  | Laddning                                        | Exakt vikt     | Styrning                              | Anmärkning                                                                                         |
| ------------------------------------------- | ----------------------------------------------- | -------------- | ------------------------------------- | -------------------------------------------------------------------------------------------------- |
| MUSJAS1 (Multi Splitter JAS 39 1), kort MJ1 | 1,4 kg sprängladdning + 2000 kulor i tungmetall | 3,7 kg         | 0,8 m diametralt korsformad fallskärm | Substridsdel till Bombkapsel 90 mot mjuka mål utformad efter sprängverkan. Tändrör: radarzonrör.   |
| MUSJAS2 (Multi Splitter JAS 39 2), kort MJ2 | 6 kg sprängladdning                             | 16,9 kg        | 2.0 m diametralt korsformad fallskärm | Substridsdel till Bombkapsel 90 mot halvhårda mål utformad efter EFP-verkan. Tändrör: radarzonrör. |

| Bombkapslar                      | Bombkapslar                                                                                  | Bombkapslar                | Bombkapslar                   | Bombkapslar                                                                                            |
| Beteckning                       | Laddning                                                                                     | Exakt vikt                 | Styrning                      | Anmärkning                                                                                             |
| -------------------------------- | -------------------------------------------------------------------------------------------- | -------------------------- | ----------------------------- | --- |
| 50 kg bombkapsel m/43            | 2 × 12 kg sprängbomb m/39G + 1 × 12 kg sprängbomb m/37, alternativt 3 × 6 kg brandbomb m/39. | -                          | Rakställda fenor              | Sveriges första bombkapsel och en av de tidigaste bombkapslarna för sin tid.                           |
| 600 kg bombkapsel m/90 "Mjölner" | 48 × MJ1, alternativt 8 × MJ2, alternativt en blandning av MJ1 och MJ2.                      | 605 kg utan substridsdelar | Rakställda roder för styrning | Bombkapsel 90 (fabrikat DWS 39), är en bombkapsel med precisionsstyrningssystem och glidbombanordning. |

| Viktklass: 8 kg       | Viktklass: 8 kg                | Viktklass: 8 kg | Viktklass: 8 kg  | Viktklass: 8 kg |
| Beteckning            | Laddning                       | Exakt vikt      | Styrning         | Anmärkning |
| --------------------- | ------------------------------ | --------------- | ---------------- | --- |
| 8 kg övningsbomb m/40 | Rökpatron för anslagsmarkering | -               | Rakställda fenor | För övning med 12 kg och 6 kg bomber, alternativt även 50 kg bomber genom ett tillsatsstöd som monteras på dessas bombbalkar. |

| Viktklass: 12 kg       | Viktklass: 12 kg               | Viktklass: 12 kg | Viktklass: 12 kg  | Viktklass: 12 kg                                                                 |
| Beteckning             | Laddning                       | Exakt vikt       | Styrning          | Anmärkning                                                                       |
| ---------------------- | ------------------------------ | ---------------- | ----------------- | -------------------------------------------------------------------------------- |
| 12 kg övningsbomb m/32 | Rökpatron för anslagsmarkering | -                | Snedställda fenor | En av Sveriges tidigaste standardiserade bomber. Konstruktion av finska Tolfvan. |

| Viktklass: 15 kg       | Viktklass: 15 kg               | Viktklass: 15 kg | Viktklass: 15 kg | Viktklass: 15 kg                                                                |
| Beteckning             | Laddning                       | Exakt vikt       | Styrning         | Anmärkning                                                                      |
| ---------------------- | ------------------------------ | ---------------- | ---------------- | ------------------------------------------------------------------------------- |
| 15 kg övningsbomb m/55 | Rökpatron för anslagsmarkering | 15 kg            | Rakställda fenor | Övningsbomb utvecklad för A 32A Lansen. För övning med 50 kg och 120 kg bomber. |
| 15 kg övningsbomb m/71 | Rökpatron för anslagsmarkering | 15 kg            | Rakställda fenor | Uppdaterad 55 kg övningsbomb m/55 för AJ 37 Viggen: NATO-upphängning.           |

| Viktklass: 50 kg       | Viktklass: 50 kg                 | Viktklass: 50 kg | Viktklass: 50 kg | Viktklass: 50 kg             |
| Beteckning             | Laddning                         | Exakt vikt       | Styrning         | Anmärkning                   |
| ---------------------- | -------------------------------- | ---------------- | ---------------- | ---------------------------- |
| 50 kg övningsbomb m/40 | Rökladdning för anslagsmarkering | -                | Rakställda fenor | För övning med 50 kg bomber. |

| Viktklass: 250 kg       | Viktklass: 250 kg                | Viktklass: 250 kg | Viktklass: 250 kg | Viktklass: 250 kg             |
| Beteckning              | Laddning                         | Exakt vikt        | Styrning          | Anmärkning                    |
| ----------------------- | -------------------------------- | ----------------- | ----------------- | ----------------------------- |
| 250 kg övningsbomb m/40 | Rökladdning för anslagsmarkering | -                 | Rakställda fenor  | För övning med 250 kg bomber. |

| Viktklass: 50 kg   | Viktklass: 50 kg          | Viktklass: 50 kg | Viktklass: 50 kg  | Viktklass: 50 kg                                                                 |
| Beteckning         | Laddning                  | Exakt vikt       | Styrning          | Anmärkning                                                                       |
| ------------------ | ------------------------- | ---------------- | ----------------- | -------------------------------------------------------------------------------- |
| 50 kg lysbomb m/32 | -                         | -                | Snedställda fenor | En av Sveriges tidigaste standardiserade bomber. Konstruktion av finska Tolfvan. |
| 50 kg lysbomb m/43 | Magnesium + Natriumnitrat | -                | Rakställda fenor  | Ersättare för 50 kg lysbomb m/32.                                                |

| Viktklass: 80 kg           | Viktklass: 80 kg                | Viktklass: 80 kg | Viktklass: 80 kg | Viktklass: 80 kg                                                     |
| Beteckning                 | Laddning                        | Exakt vikt       | Styrning         | Anmärkning                                                           |
| -------------------------- | ------------------------------- | ---------------- | ---------------- | -------------------------------------------------------------------- |
| 80 kg lysbomb m/60A        | 25 kg magnesium + natriumnitrat | 80 kg            | Rakställda fenor | Ersättare för 50 kg lysbomb m/43.                                    |
| 80 kg lysbomb m/60B        | 25 kg magnesium + natriumnitrat | 80 kg            | Rakställda fenor | Ersättare för 50 kg lysbomb m/43.                                    |
| 80 kg lysbomb m/60/71      | 25 kg magnesium + natriumnitrat | 80 kg            | Rakställda fenor | Modifierad 80 kg lysbomb m/60A/B för Fpl 37 Viggen: NATO upphängnin. |
| 80 kg lysbomb m/71 "Lepus" | 25 kg magnesium + natriumnitrat | 80 kg            | Rakställda fenor | Uppdaterad 80 kg lysbomb m/60 för Fpl 37 Viggen: NATO-upphängning.   |

| Viktklass: 25 kg    | Viktklass: 25 kg | Viktklass: 25 kg | Viktklass: 25 kg | Viktklass: 25 kg   |
| Beteckning          | Laddning         | Exakt vikt       | Styrning         | Anmärkning         |
| ------------------- | ---------------- | ---------------- | ---------------- | ------------------ |
| 25 kg fotobomb m/48 | -                | -                | Rakställda fenor | Tändrör: spetsrör. |

| Viktklass: 75 kg    | Viktklass: 75 kg | Viktklass: 75 kg | Viktklass: 75 kg | Viktklass: 75 kg                                                     |
| Beteckning          | Laddning         | Exakt vikt       | Styrning         | Anmärkning                                                           |
| ------------------- | ---------------- | ---------------- | ---------------- | -------------------------------------------------------------------- |
| 75 kg fotobomb m/62 | -                | -                | Rakställda fenor | En fotobomb som införskaffades från Storbritannien. Tändrör: basrör. |

| \| Viktklass: 50 kg \| Viktklass: 50 kg \| Viktklass: 50 kg \| Viktklass: 50 kg \| Viktklass: 50 kg \| \| Beteckning \| Laddning \| Exakt vikt \| Styrning \| Anmärkning \| \| ------------------------ \| ---------------- \| ---------------- \| ---------------- \| --------------------------------------------------------------------------------------------- \| \| "Matbomb" model 1942[37] \| Mat[37] \| - \| Fallskärm[37] \| Cigarrformad matbehållare kallad matbomb försedd med fallskärm och upphängningsanordning.[37] \| |          |            |           |                                                                                           |
| Viktklass: 50 kg |          |            |           |                                                                                           |
| Beteckning | Laddning | Exakt vikt | Styrning  | Anmärkning                                                                                |
| "Matbomb" model 1942 | Mat      | -          | Fallskärm | Cigarrformad matbehållare kallad matbomb försedd med fallskärm och upphängningsanordning. |

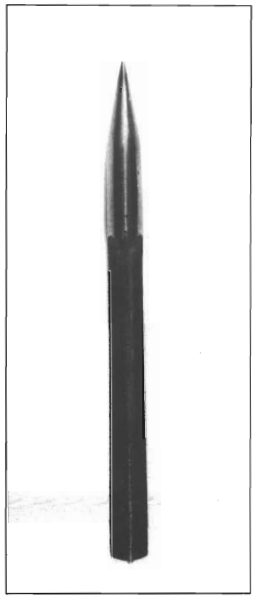
Pilbomb modell 1913
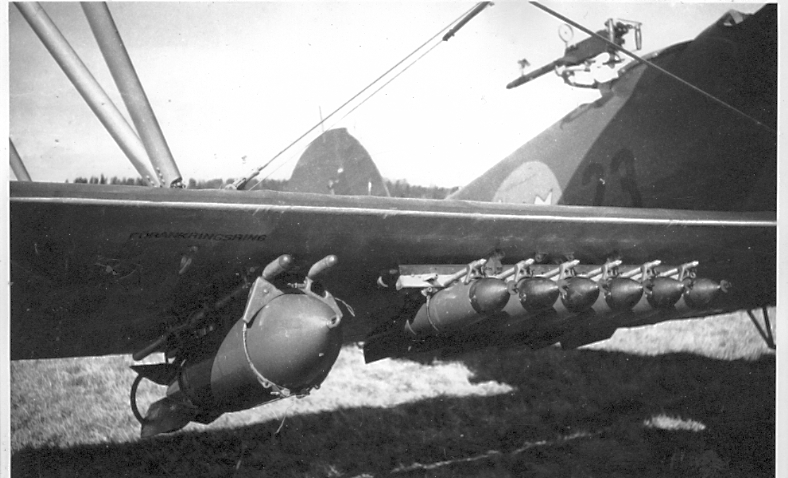
En B 4A laddad med en 50 kg minbomb m/37 och sex 12 kg sprängbomb m/37 per vinge.
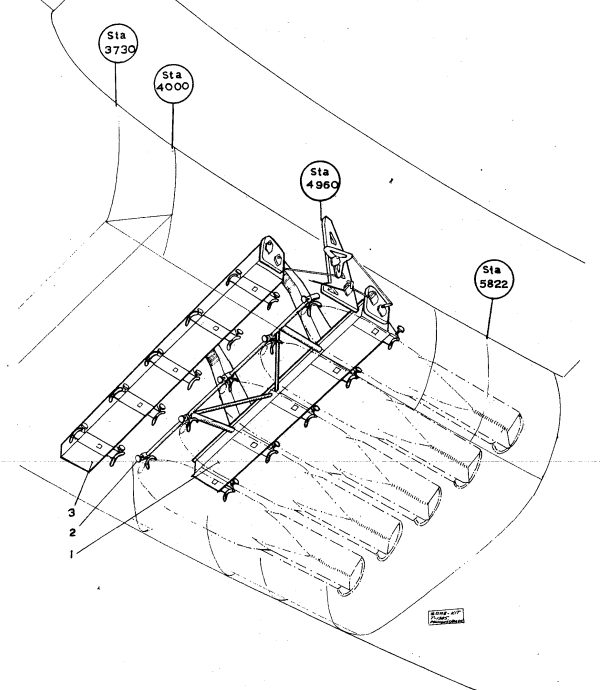
50 kg bomber på en Saab 18
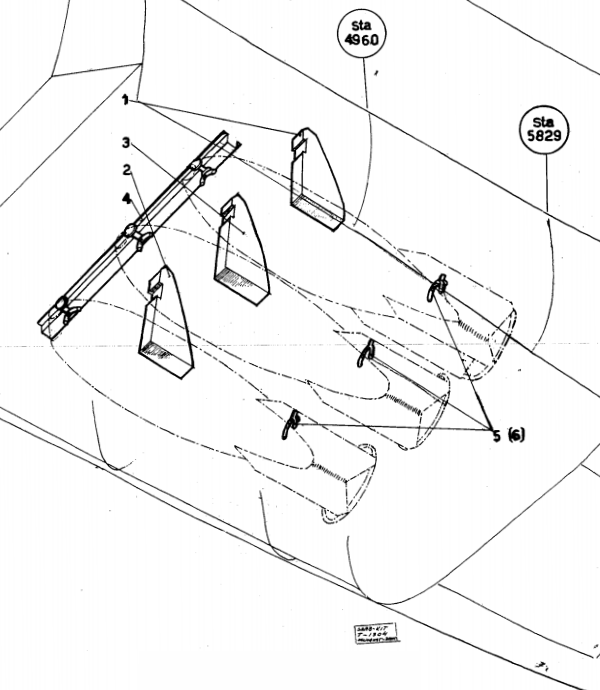
250 kg bomber på en Saab 18
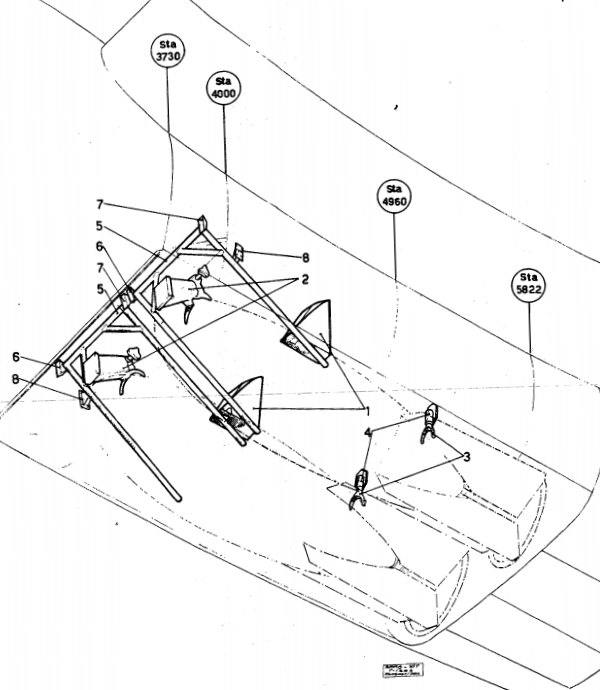
500 kg bomber på en Saab 18
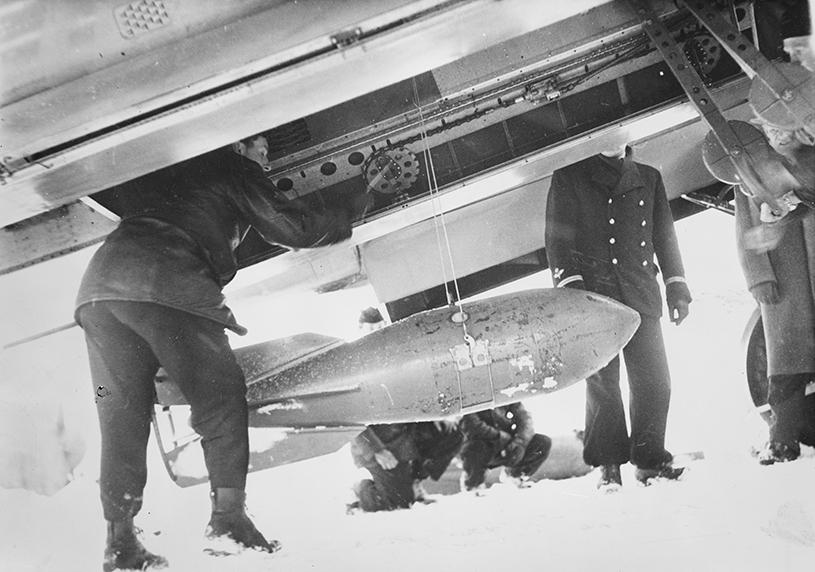
250 kg minbomb m/37 som laddas på en Saab 18.
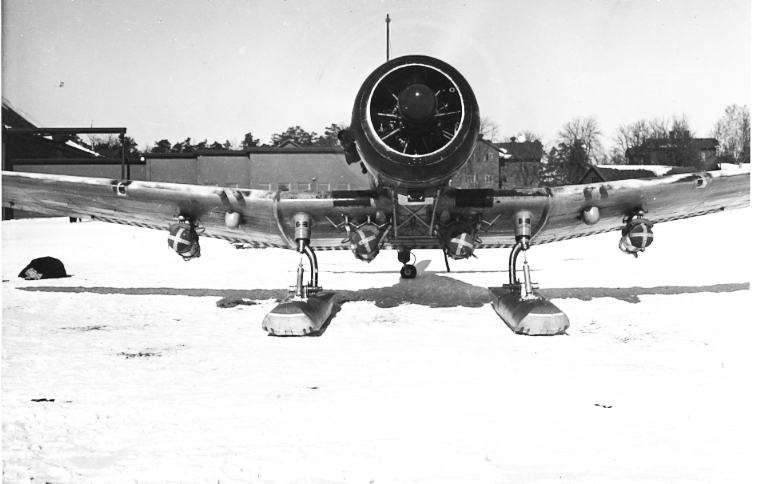
Matbomber model 1942 på B 5B.
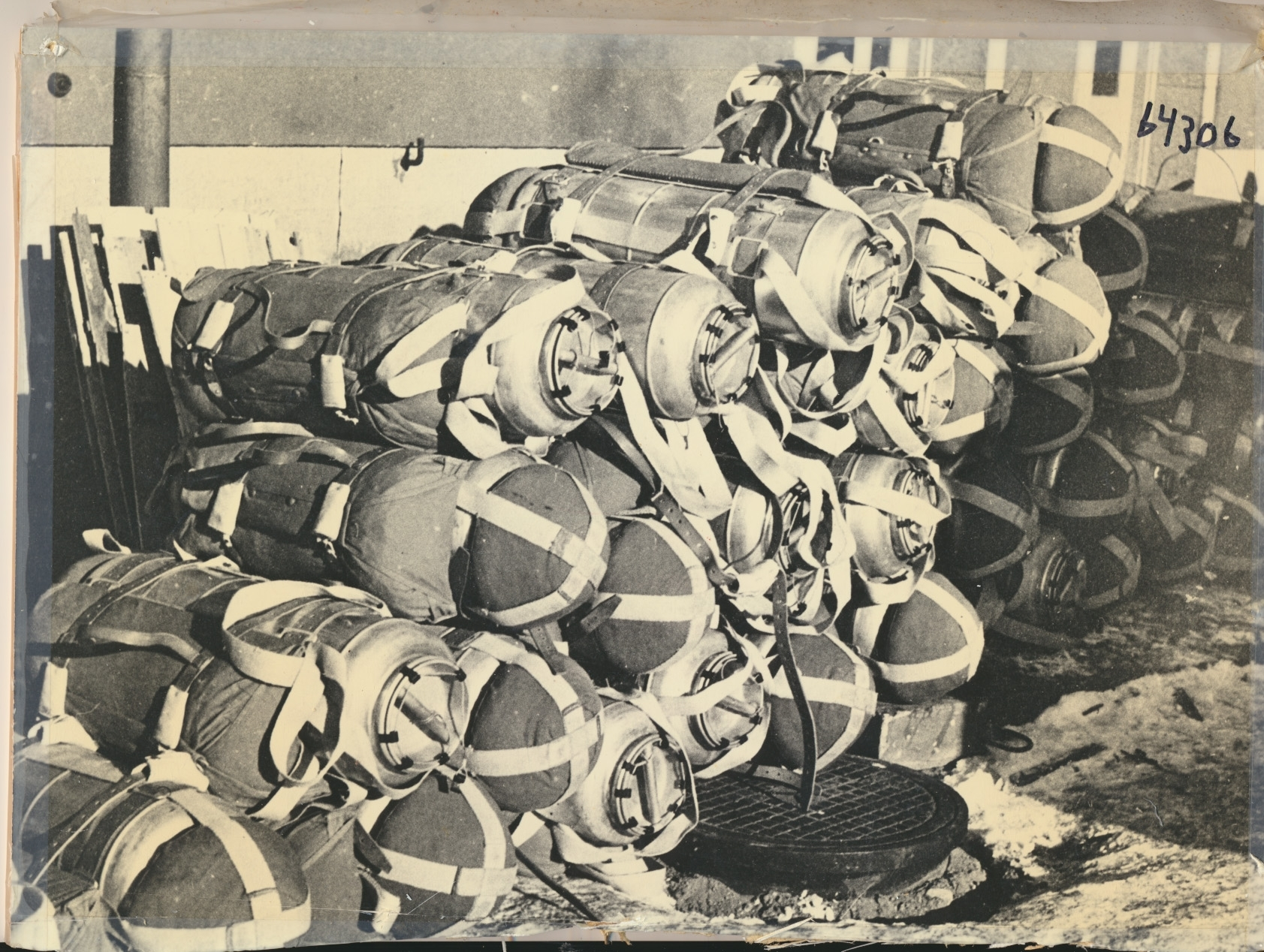
Matbomber model 1942